# Coreius
Coreius is een geslacht van straalvinnige vissen uit de familie van karpers (Cyprinidae).

## Soorten
- Coreius cetopsis (Kner, 1867)
- Coreius guichenoti (Sauvage & Dabry de Thiersant, 1874)
- Coreius heterodon (Bleeker, 1864)
- Coreius septentrionalis (Nichols, 1925)